# Деревічна
Деревічна (пол. Derewiczna) — село в Польщі, у гміні Комарувка-Підляська Радинського повіту Люблінського воєводства. Населення — 501 особа (2011).

## Історія
У часи входження до складу Російської імперії належало до Радинського повіту Сідлецької губернії.
За даними етнографічної експедиції 1869—1870 років під керівництвом Павла Чубинського, у селі здебільшого проживали греко-католики, усе населення розмовляло українською мовою.
У 1975—1998 роках село належало до Білопідляського воєводства.

## Демографія
Демографічна структура станом на 31 березня 2011 року:
|          | Загалом | Допрацездатний вік | Працездатний вік | Постпрацездатний вік |
| -------- | ------- | ------------------ | ---------------- | -------------------- |
| Чоловіки | 251     | 43                 | 171              | 37                   |
| Жінки    | 250     | 44                 | 117              | 89                   |
| Разом    | 501     | 87                 | 288              | 126                  |